# Ram Jam
Ram Jam was een Amerikaanse rockgroep. De band ontleent haar bekendheid vooral aan het nummer "Black Betty" uit 1977, een bewerking van een volksliedje dat eerder onder andere door bluesmuzikant Lead Belly was uitgevoerd.
Ram Jam kwam voort uit de band Starstruck uit Cincinnati, geformeerd door gitarist Bill Bartlett (*1946) die in de jaren zestig in The Lemon Pipers had gespeeld. Bartlett rearrangeerde Black Betty tot een rocksong en bracht het uit met Starstruck. Het werd een lokaal succes dat de interesse wekte van platenproducers uit New York. Deze formeerden een nieuwe groep rond Bartlett; Ram Jam. Black Betty werd door Ram Jam opnieuw uitgebracht, het was echter de opname die door Starstruck was opgenomen. Op de single is de bezetting Bartlett (leadgitaar, zang), Tom Kurtz (gitaar, zang), David Goldflies (basgitaar) en David Fleeman (drums). Op de rest van het eerste album en tijdens de eerste tour werd Ram Jam gevormd door Bartlett (gitaar), Pete Charles (drums), Myke Scavone (zanger) en Howie Blauvelt (basgitaar).
Het internationale succes van Black Betty en het debuutalbum Ram Jam wist de band niet meer te overtreffen. In 1978 werd nog een tweede album uitgebracht, Portrait of the Artist as a Young Ram, met Jimmy Santoro op gitaar. In 1994 werd een derde album uitgebracht onder de titel Nouvel Album, zonder enig succes. Howie Blauvelt was op dat moment al overleden, hij stierf in 1993 op 44-jarige leeftijd aan een hartaanval. Ook drummer Pete Charles is inmiddels overleden.

## Discografie

### Albums
- Ram Jam (1977)
- Portrait of the Artist as a Young Ram (1978)
- Nouvel Album (1994)

### Singles
| Single met eventuele hitnotering(en) in de Nederlandse Top 40 | Datum van verschijnen | Datum van binnenkomst | Hoogste positie | Aantal weken | Opmerkingen                                                 |
| ------------------------------------------------------------- | --------------------- | --------------------- | --------------- | ------------ | ----------------------------------------------------------- |
| Black Betty                                                   | 1977                  | 14-01-1978            | 4               | 12           | #6 in de Nationale Hitparade / TROS Paradeplaat Hilversum 3 |

### NPO Radio 2 Top 2000
| Nummer met noteringen in de NPO Radio 2 Top 2000 | '99 | '00 | '01 | '02 | '03 | '04 | '05 | '06 | '07 | '08 | '09 | '10 | '11 | '12 | '13 | '14 | '15 | '16 | '17 | '18 | '19 | '20 | '21 | '22 | '23 | '24  |
| ------------------------------------------------ | --- | --- | --- | --- | --- | --- | --- | --- | --- | --- | --- | --- | --- | --- | --- | --- | --- | --- | --- | --- | --- | --- | --- | --- | --- | ---- |
| Black Betty                                      | 688 | 312 | 757 | 909 | 626 | 575 | 496 | 872 | 822 | 678 | 760 | 838 | 735 | 421 | 428 | 338 | 515 | 533 | 574 | 643 | 614 | 681 | 705 | 906 | 897 | 1102 |

1. ↑  Een vetgedrukt getal geeft de hoogste notering aan.